# 시모노다촌
시모노다촌(下野田村)은 사이타마현 미나미사이타마군에 설치되었던 촌이다. 현재의 시라오카시 중동부에 해당한다.